# Ivica Olić
Ivica Olić [ˈiʋitsa ˈɔːlitɕ] (* 14. September 1979 in Davor) ist ein ehemaliger kroatischer Fußballspieler und heutiger -trainer, der insgesamt mehr als zehn Jahre seiner Laufbahn in Deutschland spielte. Seit 2024 trainiert er die kroatische U21-Nationalmannschaft. Zuvor war er ab 2017, mit Ausnahme von März bis Juni 2021, Teil des Trainerstabs der kroatischen A-Nationalmannschaft, mit der er 2018 Vize-Weltmeister und 2022 WM-Dritter wurde.

## Karriere als Spieler

### Vereine

#### Erste Stationen als Profi
Ivica Olić spielte bis 1996 bei NK Posavac Davor, einem in seinem Geburtsort beheimateten Fußballverein und wechselte danach in die Jugendabteilung von NK Marsonia Slavonski Brod. Ein Jahr später rückte er in die Profimannschaft auf, für die er 42 Zweitligaspiele bestritt und 17 Tore erzielte. 1998 unterschrieb er einen Vorvertrag bei Inter Mailand, jedoch durfte er, erst 18-jährig, in Pflichtspielen nicht eingesetzt werden. Inter hätte eine hohe Entschädigung an den Kroatischen Fußballverband bzw. an Olićs Jugendverein zahlen müssen. Erst ab dem 1. Januar 1999 hätte er eine freie Spielberechtigung bekommen. Da Inter nicht zahlen und Olić nicht warten wollte, nahm er ein Angebot des Bundesligisten Hertha BSC an, die für ihn 600.000 DM nach Kroatien überwiesen. So wechselte er im Oktober 1998 erstmals nach Deutschland. Dort kam er lediglich zu zwei Bundesligaeinsätzen und wurde hauptsächlich bei den Amateuren eingesetzt, sodass er 2000 zu seinem ehemaligen Verein zurückkehrte. Nach zwei Spielzeiten wechselte er zunächst zum NK Zagreb, später zu Dinamo Zagreb, bei dem er zwei Meisterschaften gewann und zum Nationalspieler aufstieg.

#### ZSKA Moskau
2003 wechselte er nach Russland zum Erstligisten ZSKA Moskau, bei dem er in dreieinhalb Jahren seine bis dahin erfolgreichste Zeit erlebte. Mit ZSKA gewann er 2005 den UEFA-Pokal; im Finale stand er in der Startaufstellung und wurde in der 67. Minute durch Miloš Krasić ersetzt.

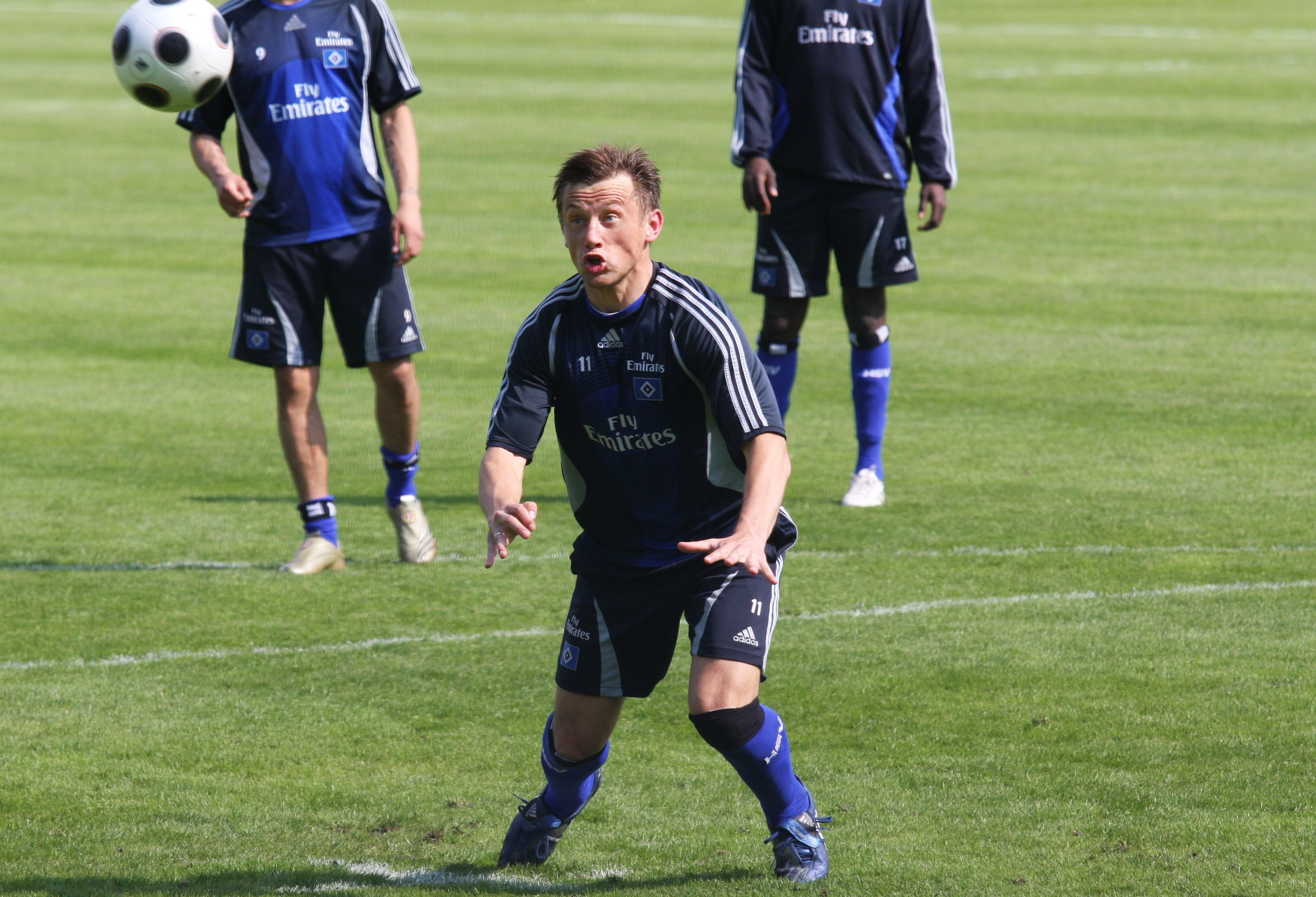
Ivica Olić im Training des Hamburger SV (2008)

#### Hamburger SV
Olić wurde am vorletzten Tag der Wintertransferperiode der Spielzeit 2006/07 vom Hamburger SV verpflichtet. In 15 Spielen erzielte er fünf Tore und trug so dazu bei, dass der HSV nach anfänglicher Abstiegsgefahr noch den siebten Tabellenplatz belegte. Nachdem er in den ersten neun Spielen der Saison 2007/08 nur einmal getroffen hatte, gelang ihm am 20. Oktober 2007 (10. Spieltag) gegen den amtierenden Meister VfB Stuttgart als erstem HSV-Spieler in der Bundesliga ein Hattrick. Die Fußballschuhe, mit denen er den Hattrick erzielt hatte, spendete er später dem HSV-Museum. Am Saisonende war er mit 14 Toren der erfolgreichste Torschütze der Hamburger.

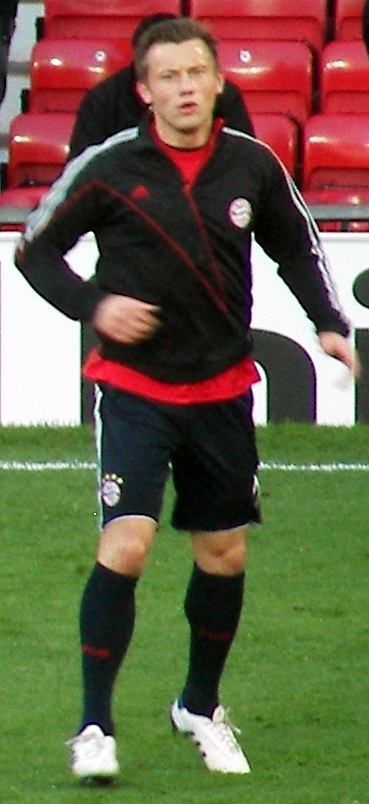
Olić vor einem Spiel für den FC Bayern (2010)

#### FC Bayern München
Zur Saison 2009/10 wechselte Olić ablösefrei zum deutschen Rekordmeister FC Bayern München. In seinem ersten Spiel für den FC Bayern erzielte er am 8. August 2009 (1. Spieltag) beim 1:1 im Auswärtsspiel gegen die TSG 1899 Hoffenheim den Führungstreffer in der 25. Minute. Olić gelangte nach nur kurzer Zeit in die Startelf der Bayern. Am 27. April 2010 erzielte er beim 3:0-Sieg im Halbfinalrückspiel der Champions-League-Saison gegen Olympique Lyon alle Tore. Bereits in den knappen Viertelfinalspielen gegen Manchester United hatte er zweimal entscheidend getroffen und damit Anteil am Erreichen des Finales, das mit 0:2 gegen Inter Mailand verloren ging. Mit sieben Toren belegte er hinter Lionel Messi Platz zwei der CL-Torschützenliste. Auch in der Bundesliga und im DFB-Pokal traf er und gewann am Ende der Saison mit der Mannschaft das Double.
Nachdem Olić zu Beginn der Saison 2010/11 mehrmals mit Knieproblemen und einem Nasenbeinbruch, den er am 9. Oktober 2010 im Länderspiel gegen die Auswahl Israels erlitten hatte, ausgefallen war, wurde er im November wegen einer schweren Außenmeniskusverletzung und eines Knorpelschadens im Knie operiert. Dadurch fiel er für acht Monate und damit bis Saisonende aus. Er bestritt in dieser Spielzeit lediglich sechs Bundesligaspiele.

#### VfL Wolfsburg
Zur Saison 2012/13 wechselte Olić zum Ligakonkurrenten VfL Wolfsburg. Er erhielt einen Vierjahresvertrag und konnte sich dort einen Stammplatz erspielen. So erzielte er in seinem ersten Jahr in 32 Spielen neun Tore. Auch in der Saison 2013/14 absolvierte er 32 Punktspiele, in denen er 14 Tore erzielte. In der Hinrunde der Saison 2014/15 bestritt er 14 Punktspiele, in denen er fünf Tore erzielte.

#### Rückkehr zum Hamburger SV
Am 30. Januar 2015 kehrte Olić – auf den Tag genau acht Jahre nach seiner ersten Vorstellung am 30. Januar 2007 – auf eigenen Wunsch im Alter von 35 Jahren zum Hamburger SV zurück, obwohl er beim Tabellenzweiten VfL Wolfsburg Stammspieler gewesen war und sich der HSV im Abstiegskampf befand. Er unterschrieb einen bis zum 30. Juni 2016 datierten Vertrag mit einer Option auf anschließende Beschäftigung in der Nachwuchsarbeit des Vereins. Bereits einen Tag später lief er bei der 0:2-Heimniederlage gegen den 1. FC Köln am ersten Spieltag der Rückrunde erstmals seit fünfeinhalb Jahren für den HSV in der Startelf auf. Sein erstes Bundesligator seit seiner Rückkehr erzielte Olić am 30. Spieltag beim 3:2-Heimsieg gegen den FC Augsburg. Eines der wichtigsten Tore seiner Karriere erzielte er am letzten Spieltag zur Führung beim 2:0 gegen den FC Schalke 04, womit den Hamburgern noch der Sprung auf den Relegationsplatz gelang und in der Relegation gegen den Karlsruher SC der Klassenerhalt folgte.

#### TSV 1860 München
Zur Saison 2016/17 verpflichte ihn der TSV 1860 München, der ihn mit einem bis zum 30. Juni 2017 laufenden Vertrag ausstattete. Im Oktober 2016 wurde Olić vom DFB wegen Verstoßes gegen das Wettverbot für zwei Spiele gesperrt und mit einer Geldstrafe in Höhe von 20.000 Euro belegt. Am Saisonende belegte er mit seiner Mannschaft den 16. Platz, der die Relegation und in der Gesamtwertung im Vergleich mit dem Drittplatzierten SSV Jahn Regensburg auch den Abstieg bedeutete. Nach Saisonende verließ er den Verein und beendete anschließend seine Karriere.

### Nationalmannschaft
Am 13. Februar 2002 debütierte Olić in der A-Nationalmannschaft, die in Rijeka im Test-Länderspiel gegen die Auswahl Bulgariens ein torloses Unentschieden erzielte. Er nahm an der Weltmeisterschaft 2002 in Japan und Südkorea teil, wurde zweimal eingesetzt, erzielte ein Tor und schied mit der Mannschaft nach der Vorrunde aus dem Turnier aus. Danach nahm er an der Europameisterschaft 2004 in Portugal, der Weltmeisterschaft 2006 in Deutschland und der Europameisterschaft 2008 in Österreich und der Schweiz teil. Mit dem 3:2-Sieg im letzten Qualifikationsspiel am 21. November 2007 in London gegen die Auswahl Englands, zu dem Olić mit dem Treffer zum 2:0 beitrug, qualifizierte sich die Nationalmannschaft für die EM 2008.
Sein Treffer zum 2:0 beim 2:1-Sieg im Gruppenspiel gegen die Auswahl Deutschlands am 12. Juni 2008 bedeutete den Gruppensieg bei der Europameisterschaft 2008. Für die Europameisterschaft 2012 wurde er wieder nominiert, sagte aber wenige Tage vor Beginn des Turniers aufgrund einer Oberschenkelverletzung ab. Zwei Jahre später nahm er an der Weltmeisterschaft 2014 teil und kam im Eröffnungsspiel gegen Brasilien und in den beiden folgenden Gruppenspielen gegen Kamerun, in dem er ein Tor erzielte, und Mexiko zum Einsatz. Die Kroaten schieden nach der Gruppenphase aus.
Bei der Qualifikation zur EM 2016 kam Olić zu acht Einsätzen, darunter in den beiden Spielen gegen Italien am 16. November 2014 – Olić absolvierte dort sein 100. Länderspiel – und am 12. Juni 2015. Am 13. Oktober 2015 kam er letztmals für die Nationalmannschaft zum Einsatz, als er beim 1:0-Sieg im EM-Qualifikationsspiel im Ta’ Qali-Stadion in Attard gegen Malta für Marko Pjaca eingewechselt wurde.
Anfang März 2016 beendete Olić seine Nationalmannschaftskarriere.

## Karriere als Trainer
Im Oktober 2017 wurde Olić unter Cheftrainer Zlatko Dalić Co-Trainer der kroatischen Fußballnationalmannschaft, um zu helfen, die Mannschaft über die Play-offs zur Fußball-WM 2018 in Russland zu führen. Kroatien qualifizierte sich schließlich im November 2017 nach zwei Play-off-Spielen gegen Griechenland für die Weltmeisterschaft. Auch bei der Endrunde in Russland war Olić als Co-Trainer dabei; das kroatische Team erreichte erstmals in der Geschichte das Finale und wurde Vizeweltmeister.
Ende März 2021 wurde bekannt, dass er den Cheftrainerposten bei dem russischen Fußballverein ZSKA Moskau übernommen hat. Aufgrund von Differenzen über die künftige Ausrichtung der ersten Mannschaft wurde die Zusammenarbeit durch die Vereinsführung bereits zum 15. Juni 2021 wieder beendet. Daraufhin kehrte er wieder zurück ins Trainerteam der kroatischen Nationalmannschaft. Mit der Nationalmannschaft schied er bei der EM 2021 im Achtelfinale gegen Spanien aus, bei der WM 2022 wurde er Dritter. Die EM 2024 fand in Olićs „zweiter Heimat“ Deutschland statt und dort schied Kroatien in der Gruppenphase als eine der schlechtesten Dritten aus.
Nach dem Turnier übernahm er im Sommer 2024 das Training der kroatischen U21-Nationalmannschaft.

## Erfolge

### Vereine
als Spieler
- Kroatischer Meister: 2002, 2003
- Kroatischer Supercup-Sieger: 2002
- Russischer Meister: 2003, 2005, 2006
- Russischer Supercup-Sieger: 2004, 2006
- UEFA-Pokal-Sieger: 2005
- Deutscher Meister: 2010
- DFB-Pokal-Sieger: 2010
- Champions-League-Finalist: 2010, 2012
- DFL-Supercup-Sieger: 2010

### Nationalmannschaft
als Spieler
- Viertelfinalist der Europameisterschaft 2008

als Trainer
- Vizeweltmeister 2018 als Co-Trainer

## Auszeichnungen
- Kroatiens Nachwuchsspieler des Jahres: 2001
- Bester Spieler der kroatischen Liga: 2002, 2003
- Bundesliga-Fußballer des Monats: Oktober 2007
- Tor des Monats: November 2008[19], März 2013[20]
- Kroatiens Fußballer des Jahres: 2009, 2010
- HNL-Torschützenkönig: 2002, 2003
- DFB-Pokal-Torschützenkönig: 2009 (6 Tore) (gemeinsam mit Edin Džeko; VfL Wolfsburg)

## Sonstiges
Ivica Olić ist mit einer gebürtigen Berlinerin, die er während seiner Zeit bei Hertha BSC kennengelernt hatte, verheiratet; mit ihr hat er zwei Söhne und eine Tochter.
Sein Großvater arbeitete als Gastarbeiter in Deutschland.